# Pyricularia borealis
Pyricularia borealis är en svampart som beskrevs av de Hoog & Oorschot 1985. Pyricularia borealis ingår i släktet Pyricularia och familjen Magnaporthaceae.   Inga underarter finns listade i Catalogue of Life.